# Akutni apendicitis
Akútni apendicítis ali akútno vnétje slépiča je vnetna bolezen, ki nastane zaradi zapore slepiča. Gre za urgentno stanje, ki v številnih primerih zahteva odstranitev organa. Smrtnost nezdravljene bolezni je predvsem zaradi nevarnosti rupture, ki vodi v vnetje potrebušnice (peritonitis) in sepso, visoka. Akutni apendicitis je najpogostejši med petim in štiridesetim letom. Pogosteje prizadene moške s podeželja in z nižjim dohodkom. Značilna je bolečina, ki se začne v srednjem delu trebuha ali v epigastriju (žlički), nato pa se preseli v desni spodnji del trebuha. Spremljajo jo povišana telesna temperatura, slabost in včasih tudi bruhanje. Bolezen se zdravi kirurško, v nezapletenih primerih pa lahko tudi samo z antibiotiki.

## Nastanek in razvoj
Akutni apendicitis je končni rezultat primarne obstrukcije svetline slepiča. Slepič se zato napolni s sluzjo in nabrekne, čemur sledi porast tlaka v svetlini ter posledično tromboza, zapora drobnega žilja in zastoj limfatičnega toka. V redkih primerih tej fazi sledi spontano okrevanja, najpogosteje pa slepič postane ishemičen in nekrotičen. Sledi prodor bakterij skozi steno v trebušno votlino, kar povzroči peritonitis, sepso in smrt.
Vzročni dejavniki so tujki, poškodba, črevesni paraziti, limfadenitis ter predvsem poapneli fekalni depoziti, imenovani fekaliti. Pojavljanje fekalitov je v razvitih državah mnogo pogostejše kot v državah v razvoju ter se povezuje z zapletenim apendicitisom. Pripisuje se fekalnemu retencijskemu rezervoarju v desnem debelem črevesu in podaljšanemu času prehoda. Akutni apendicitis se lahko pojavi pred razvojem raka v debelem črevesu in danki, povezuje pa se tudi z omejenim vnosom vlaknin.

## Klinična slika in diagnostika
Diagnoza temelji na pacientovi anamnezi (simptomih), telesnem pregledu in laboratorijskih izvidih, kjer se kaže porast nevtrofilcev. Anamneza je lahko tipična ali atipična. Tipični akutni apendicitis se kaže s trebušno bolečino, ki se začne v epigastriju ali mezogastriju, traja več ur in jo spremljajo neješčost, slabost im morda tudi bruhanje. Bolečina se nato preseli v desni spodnji kvadrant (ali levi spodnji kvadrant pri bolnikih z inverznim položajem organov), kjer se razvije občutljivost. Pri atipični anamnezi takega poteka ni in se lahko kot začetni simptom kaže bolečina v desnem spodnjem kvadrantu. Tedaj so pogosto indicirane dodatne slikovne preiskave.
Pri kliničnem pregledu ugotovimo zmerno zvišano telesno temperaturo. S palpacijo (otipavanjem) lahko pogosto izzovemo tudi enega ali več značilnih bolečinskih znakov, npr. bolečnost v McBurneyjevi točki. Pri ženskah v rodni dobi je treba izključiti zunajmaternično nosečnost. Od slikovnih preiskav se pri otrocih uporablja predvsem ultrazvok, pri odraslih pa računalniška tomografija.
Za ugotavljanje zanesljivosti bolezni se uporabljajo različni točkovni sistemi, največ točkovanje Alvarado, pri katerem upoštevamo klinično sliko in laboratorijski izvid. Dokončna diagnostika je histopatološki pregled vzorca tkiva, v katerem najdemo množico nevtrofilcev. Treba je izključiti številne diferencialne možnosti, npr. gastroenteritis, mezenterialni limfadenitis, Mecklov divertikulitis, urološke in ginekološke bolezni, Chronovo bolezen, ulcerozni kolitis in druge.

## Zdravljenje
Akutni apendicitis se običajno zdravi kirurško, v nezapletenih primerih pa so učinkovita in varna alternativa lahko tudi antibiotiki. Kljub temu se pri 20 % ljudi v enem letu bolezen ponovi in je potrebna apendektomija. Pri zdravljenju čim prej uporabimo tudi zdravila proti bolečini (npr. morfin), saj ne vplivajo na diagnostične rezultate. Kirurško se bolezen zdravi z odstranitvijo slepiča, ki se lahko izvede laparoskopsko ali z laparotomijo. Klasična odstranitev je laparotomska in jo opravimo z okrog 50 do 70 milimetrov dolgim rezom v spodnjem desnem kvadrantu trebuha. Izvede se v splošni anesteziji. Poseg traja največ eno uro. Novejša metoda zdravljenja je laparoskopska in sestoji iz treh do štirih drobnih rezov v trebuhu, skozi katere se vstavijo laparoskop za prenos videoslike ter kirurški inštrumenti. Tudi ta poseg se izvede v splošni anesteziji, traja pa lahko do dve uri. Najnovejši metodi apendektomije sta transluminalna endoskopska operacija skozi naravno telesno odprtino, ki se izvede brez reza kože, in laparoskopska operacija skozi en rez.